# Дом бывшего Коропского волостного исполкома
Дом бывшего Коропского волостного исполкома — памятник истории местного значения в Коропе. Сейчас здание не используется и находится в аварийном состоянии.

## История
Решением исполкома Черниговского областного совета народных депутатов от 31.05.1971 № 286 присвоен статус памятник истории местного значения с охранным № 882 под названием Дом бывшего Коропского волостного исполкома. 
Приказом Департамента культуры и туризма, национальностей и религий Черниговской областной государственной администрации от 12.11.2015 № 254 памятник истории рекомендован к снятию с государственного учёта.

## Описание
Дом построен в конце 19 века. Деревянный, одноэтажный дом площадью 176 м².
Здесь находился Коропский волостной исполком Совета рабочих, крестьянских и солдатских депутатов.